# コッジョラ
コッジョラ（伊: Còggiola）は、イタリア共和国ピエモンテ州ビエッラ県にある、人口約1,900人の基礎自治体（コムーネ）。

## 地理

### 位置・広がり
| 隣接するコムーネは以下の通り。 - アイローケ - カプリーレ - ポルトゥラ - プライ |

## 行政

### 分離集落
コッジョラには、以下の分離集落（フラツィオーネ）がある。
Biolla, Camplin, Casa Chieti, Castello, Fervazzo, Formantero, Piletta, Ponte San Giovanni, Rivò, Vico, Viera, Viera Superiore, Villa Sopra, Villa Sotto, Zuccaro

## 姉妹都市
- La Fare-les-Oliviers、フランス